# アンテック (日本の企業)
株式会社アンテック（英: ANTEC Co.,Ltd.）は、岡山県瀬戸内市邑久町豆田に本社を置く電子機器メーカー。紫外線検出式炎センサーを中心とした商品を開発しており、各国に販売を行っている。東京都世田谷区に東京開発室がある。

## 概要
1991年、末石健二（現 代表取締役）が自宅となる岡山県邑久郡邑久町豆田（現在の瀬戸内市邑久町豆田）の自宅敷地内に7坪のプレハブ小屋を建設、KENWOOD（現 株式会社JVCケンウッド）の製品保守を主業務として創業した。
1992年、地元備前焼の焼成時（窯焚き）に作業者の支援を目的とした『窯焚き支援装置（AN1000）』を開発した。
この装置は予め設定された温度に窯内温度を導くように使用している薪の大きさ・水分量を燃焼効率から学習し、薪入れのタイミングを音声で指示するとともに必要とする薪の数量をデジタル表示する事で過酷な労働から作業者を支援するものであった。この学習機能は後に開発する電気窯用の自動焼成装置にも生かされており、現在のAI（人工知能）の先駆けともなっている。当時、この商品は「しゃべる温度計」として注目を集め、新聞・テレビ等のメディアでも紹介されている。
この陶芸で培った炎を管理・監視するという焼成技術は紫外線応用機器の炎検出センサーとして形を変え現在の商品に活かされている。最初に市場投入した標準型炎センサーSKH047は屋外で使用出来るものとしては世界最小サイズにもかかわらず、ライターの炎程度であっても5〜10m離れて、また1mの火柱であれば70m以上離れて検出する事が可能なほど高性能なものであった。
2002年からは陶芸業界からセキュリティー業界に市場を移したが、当時は国内の消防法に紫外線検出方式の規定が無く規格取得が不可能な事もあって販売には苦戦をしている。ある程度の市場も確保をし、売上げも安定した矢先に東日本大震災が発生、この影響により電子部品の入手困難となり倒産の危機に陥っている。
商品の製造・販売が出来ない状況を打破する案として、コア技術をブラックBOX化した上で紫外線のセンシング技術を簡単使用して貰う方法を考案、製造権として販売する事でこの状況から脱出した。この事を教訓に、製造権を購入した企業をその市場上での付加価値による差別化を守る為に、日本国内では1業種1社、海外では1国1社に限定して技術を提供する事にしている。その後も国内では単純にこのセンサーの能力を評価してくれる企業と協力し、その企業の付加価値を高めるという販売方法に変更する事で、安定した販売数を確保するとが出来たが反面、多くの炎センサーを開発する事になり機種の多様化を招いている。
紫外線の検出には一般的なUV管を使用しているが、この素子は紫外線の有無を判断する事は出来ても紫外線量を判断する事が出来ない。この為、センサー外部において紫外線の量を物理的に調整し、しきい値を設ける事で炎の大きさによる判断を可能にした特殊フィルターの開発にも成功しており、遮光器を組み合わせる事で、屋外での使用を更に向上させている。
2018年からは販売市場を海外（特に開発国・途上国）に求め、早期に普及させる事で各国の消防法の枠組みに入れるよう取組んでいる。
2016年には東京に開発室を設置し、消防設備設計やセンサー周辺機器の開発に取り組むと共に、UV管に替わる新しい検出素子の開発も進めている。基本技術としては国立研究開発法人物質・材料研究機構（NIMS）の小出康夫（元理事）と共同で開発した紫外線素子はダイヤモンドを素材としており、2005年にダイヤモンドで炎を検出する事に世界で初めて成功している。
導電性・耐久性・耐熱性に優れたこの素子は『ダイヤモンド半導体紫外線センサー』と呼ばれ、宇宙空間における紫外線発電やオゾン層の測定、放射線の長期監視が可能であり、2006年3月14日、NIMSによりプレスリリースされている。

## 会社沿革
| 日付           | 事業内容                                                                  |
| -------------- | ------------------------------------------------------------------------- |
| 1991年--9月    | （株）ケンウッドと技術契約を結び、屋号アンテックとして業務を開始          |
| 1992年--2月    | 備前焼を中心に窯焚用の支援装置の開発に着手                                |
| \|---------3月 | ケンウッド商品の販売会社（株）ケンウッド・ケネックスと契約                |
| \|---------5月 | J−フォン中国（株）の代理店                                                |
| \|---------6月 | DDI中国ポケット（株）の代理店                                             |
| \|---------    | 第2回アジア陶芸フェスティバル（インテックス大阪）に出展                   |
| 1997年--1月    | キャノン販売（株）と契約                                                  |
| \|---------5月 | アンテックを法人化、株式会社アンテックとする。                            |
| \|---------7月 | インタ−ネットプロバイダ−（TikiTiki_net）と代理店契約                      |
| \|---------9月 | 西日本陶磁器フェスタ（北九州市）に出展                                    |
| \|--------10月 | 発明奨励賞受賞／（財）発明協会（22日）                                    |
| \|---------    | 第3回アジア陶芸フェスティバルに出展（31日〜11月3日）                      |
| 1998年--2月    | オリックス（株）と代理店契約                                              |
| \|---------3月 | 日本テレコム（株）と代理店契約                                            |
| \|---------6月 | （株）オリエントコ−ポレ−ションと代理店契約                                |
| 2000年--7月    | イイヤマ販売と代理店契約。低価格パソコンの販売強化                        |
| 2001年--8月    | 『世界陶磁器エキスポ2001in韓国』に出展（韓国・利川8月10日〜10月28日）     |
| \|--------11月 | 中小企業経営革新支援法により承認（ 27日）                                 |
| 2002年--5月    | 岡山県中小企業経営革新支援対策費補助金交付決定（21日）                    |
| 2003年--6月    | ビジネスショー2003大阪（インテックス大阪）に出展（4日〜6日）              |
| \|--------10月 | 中小企業ビジネスフェア2003（東京ビッグサイト）に出展（29日〜31日）        |
| 2004年--6月    | ビジネスショウ−大阪2004にSKH047を出展（2日〜4日）                         |
| \|---------9月 | WinWin2004in広島に出展 （17日）                                           |
| \|--------11月 | 徳山ビジネスチャレンジメッセ2004に出展（11日〜13日）                      |
| \|--------     | 津山・夢と技術の産業展に出展（13日〜14日）                                |
| \|--------     | テクノフェア2004in愛知に出展（25日〜26日）                                |
| 2005年-10月    | 物質・材料研究機構と共同研究に着手（1日）                                 |
| 2006年--3月    | ダイヤモンド半導体紫外線センサーを利用した防火装置（ZBZ065/ZBZ066）を試作 |
| \|--------12月 | 資本金を1500万円に増資（12日）                                            |
| 2007年--1月    | 中小基盤整備機構・近畿支部（販路コーディネート事業の採択）                |
| 2008年--1月    | 国連開発計画（UNDP）内、国際情報発展協会（DEVNET）中国事務局              |
| \|---------    | 国際救援＆貿易仕入大会へ出展（スイス・ジュネーブ） （29日〜30日）         |
| \|---------8月 | 国連開発計画（UNDP／DEVNET）より国際合作プロジェクト証を授与（1日）       |
| \|---------9月 | しんきん合同ビジネス交流会・ビジネスコンテストにて最優秀賞受賞（18日）    |
| 2009年--4月    | 国連開発計画（UNDP／DEVNET）より感謝祭の招待（27日）                      |
| \|---------9月 | 国連開発計画（UNDP／DEVNET）を通じ合弁会社設立の基本合意に調印（29日）    |
| 2010年--4月    | 韓国K&G TECH社とANTEC-KOREA設立に関する契約（28日）                       |
| 2013年--8月    | E-store ネットショップ大賞を受賞（学習・教育部門総合第1位） （9日）       |
| 2015年-11月    | 大阪大学産学連携本部EDGEプログラムに参加（7日）                           |
| 2016年--2月    | 文部科学省（GRENEプロジェクト）に参加（15日）                             |
| \|---------3月 | 岡山大学・産学官融合センター技術マネジメントに審査員で参加（15日）        |
| \|--------10月 | 東京都新宿区に東京開発室を設立（住友不動産西新宿ビル22F）（1日）          |
| 2018年--4月    | 海外への進出（東南アジア）                                                |
| 2020年--7月    | 東京開発室を世田谷区松原に移転（パインフィールドビル9F）（1日）           |
| 2021年--3月    | 消防設備士全7種を取得                                                     |

## 開発製品

### 陶芸関係
| 1．窯焚き支援装置         |                                           |         |
| 型式                      | 製品名称                                  | 発売日  |
| AN1000                    | 全自動型窯焚き支援装置                    | 1993.01 |
| AN500S                    | 半自動型窯焚き支援装置                    | 1995.02 |
| AN500                     | タイマー内臓型窯焚き支援装置              | 1994.01 |
| AN5500                    | AN500Sの後継機（液晶表示）                | 2003.12 |
| AN5100                    | AN500S専用プリンター                      | 2003.12 |
| 2．特殊温度計             |                                           |         |
| AN300                     | R型温度計 1ch                             | 1999.08 |
| AN300-2                   | R型温度計 2ch                             | 1999.08 |
| AN3300                    | R型温度計 3ch（同時表示）                 | 2007.10 |
| AN350                     | 追い焚き機能付きR型温度計                 | 1998.01 |
| AN3500                    | AN350の後継機（液晶表示）                 | 2011.05 |
| 3．自動焼成装置（電気窯） |                                           |         |
| SFK020                    | MG方式/液晶タッチパネル採用               | 1999.08 |
| SKH032                    | SSR方式/学習機能搭載/液晶タッチパネル採用 | 2003.07 |
| 4．燃料自動停止装置       |                                           |         |
| AN501                     | ガスバーナー専用                          | 1995.07 |
| AN511                     | 灯油・ガスバーナー用                      | 1996.01 |
| AN518                     | ガス窯専用 8ch                            | 1996.07 |
| 5．その他                 |                                           |         |
| DTMF401                   | 無線式温度データー転送装置                | 1994.05 |
| AN900                     | 過電流検出装置                            | 1999.04 |
| とるでぇ?君               | データーロガー                            | 1999.08 |

### 炎センサー関係
| 1．炎センサー |                          |         |
| 型式          | 製品名称                 | 発売日  |
| SDT032        | 大型テーマパーク用       | 2001.01 |
| SKH045        | トイレ用2か所同時監視型  | 2003.06 |
| SKH046        | SKH045専用通報装置       | 2003.06 |
| SKH047        | 標準型（センシングのみ） | 2003.12 |
| SKH047M       | SKH047の後継機           | 2019.01 |
| SKH048        | SKH047+通信機能（RS485） | 2003.12 |
| SKH049        | コンセント型             | 2006.01 |
| SKH059AC      | 仏壇専用                 | 2006.12 |
| SKH072        | 一体型監視装置           | 2007.07 |
| SKH073        | スピーカー型             | 2007.07 |
| SKH075        | トラック専用             | 2009.10 |
| SKH076        | 小型監視装置（看板用）   | 2009.03 |
| SKH084        | ダウンライト型           | 2010.05 |
| SKH087        | トイレ・悪戯防止用       | 2010.05 |
| SKH086        | 重機用                   | 2011.02 |
| SKH089        | 制御盤・配電盤専用       | 2019.12 |
| SKH1050       | 耐圧防爆型               | 2019.08 |
| 2．その他     |                          |         |
| SKH053B       |                          | 2004.08 |

## メディア
| 日付       | 出演情報 |
| ---------- | --- |
| 1996/06/25 | 産経新聞『AN1000 AN501が焚き方音声で指示』 |
| 1998/05/-- | 国際グラフ『5月号』 |
| 1999/08/14 | 山陽新聞『備前焼 窯たき支援』 |
| 1999/09/25 | 山陽新聞『陶芸用電気窯の焼成温度を制御』 |
| 1999/11/20 | テレビせとうち『情報宅配便』 |
| 2000/04/20 | 山陽新聞『新生地域経済 人と企業』 |
| 2001/03/30 | 山陽新聞『ITと地域（窯温度をネットで監視）』 |
| 2001/12/18 | 日刊工業新聞『火災監視装置を開発へ』 |
| 2001/12/20 | 日刊工業新聞『陶芸ハウスを販売』 |
| 2001/12/20 | 日刊工業新聞『自動焼成装置SOK032』 |
| 2002/07/16 | 日刊工業新聞『陶芸専用ハウス 販売代理店募集』 |
| 2002/07/17 | 日刊工業新聞『保険計算システムを岡山県商工会連合会に納入』 |
| 2004/01/-- | 月刊コロンブス |
| 2004/03/18 | 山陽新聞『簡易通報装置を開発（アンテック 松下制御機器と）』 |
| 2004/04/21 | 山陽新聞『探訪ザ カンパニー』 |
| 2004/07/23 | 日刊工業新聞『頑張れVB』 |
| 2004/10/06 | 山陽新聞『天井走行ロボ開発』 |
| 2004/07/-- | 国民生活金融公庫『調査月報No.519』 |
| 2005/02/08 | 西日本放送『ニュースプラスワン』 日本テレビ・宮城テレビ |
| 2005/06/10 | 日本経済新聞『家庭向け火災報知機拡販（油引火素早く検知）』 |
| 2005/06/15 | 日経MJ『家庭向け火災報知機を強化』で紹介される。 |
| 2005/06/21 | 日本経済新聞『ユニーク商品で拡販』 |
| 2005/07/22 | テレビせとうち『ザ ニュースTSC』 |
| 2005/07/27 | 山陽新聞『火災センサ−仏壇に設置』 |
| 2005/08/26 | 岡山日日新聞『思いを形にできる喜び』 |
| 2005/10/01 | 経済リポート『世界最高性能 通信機能付き放火火災センサー開発』 |
| 2005/10/04 | 日本経済新聞『紫外線センサー開発へ』 |
| 2005/10/13 | 日経産業新聞『物質 材料研究機構との共同研究』 |
| 2005/10/20 | おかやま財界『小さな炎も感知、初期消化に威力』 |
| 2005/12/14 | Vision岡山『ジャーナル』 |
| 2005/12/21 | Vision岡山『人 往来』 |
| 2006/01/13 | 岡山放送『スーパーニュース』 |
| 2006/01/19 | 日本経済新聞『東京で備前焼レンタル』 |
| 2006/01/23 | Vision岡山『配線工事不要の炎検出センサーを発売』 |
| 2006/01/25 | 朝日新聞『東京で備前焼レンタル業』 |
| 2006/01/27 | 日経流通新聞『備前焼レンタル』 |
| 2006/02/09 | 日本経済新聞『コンセント型の火災報知機発売』 |
| 2006/02/15 | 宗教工芸新聞『高感度火災検出センサー』 |
| 2006/02/22 | 電波新聞『第4回ビジネスフェア中四国2日間で3,600人が来場』 |
| 2006/03/06 | Vision岡山『紫外線センサーで火災検知を』 |
| 2006/03/13 | Vision岡山『海外展開で逆輸入目指す市場規模と低い障壁魅力』 |
| 2006/03/14 | 山陽新聞『新型火災センサー開発』 |
| 2006/03/15 | 日経産業新聞『火災より早く検知』 日刊工業新聞『紫外線センサーで素早く火災を検知』 日本経済新聞『紫外線を使い火災検知素早く』 東京新聞『紫外線センサー利用火災検知システム開発』 |
| 2006/03/20 | セントラル警備保障『CSPセキュリティマガジン』 |
| 2006/03/21 | 西日本新聞『太陽光ブラインド紫外線センサー研究最前線』 |
| 2006/03/25 | 毎日新聞『ダイヤモンド紫外線センサー検知機』 |
| 2006/06/01 | ふくおか経済『紫外線検出センサーで海外進出目指す』 |
| 2006/06/13 | Vision岡山『携帯電話に動画を配信新火災通報システム』 |
| 2006/06/30 | エレメント シックス社（イギリス） IDR『ダイヤモンド紫外線センサーを使用した火災検知システム』                                                                                   |
| 2006/07/06 | NHK『きびきびネット：備前焼レンタル』 |
| 2006/07/10 | Vision岡山『岡山、東京でスタート備前焼レンタル事業』 |
| 2006/07/24 | NHK『おはよう日本：備前焼レンタル』 |
| 2006/07/27 | 山陽新聞『備前焼をレンタル』 |
| 2006/08/26 | テレビせとうち『せとうち経済ウイークリー』 山陽新聞『そこが聞きたい』 |
| 2006/08/29 | 経済リポート『火災発生をセンサーで24時間監視」 |
| 2006/08/30 | 朝日新聞『再出火見張ります』 |
| 2006/09/20 | 経済リポート『企業パトロール』 |
| 2006/11/27 | Vision岡山『韓国ベンチャーと提携』 |
| 2006/12/20 | 経済リポート『コンパクトサイズの仏壇専用火災センサー』 |
| 2006/12/25 | タウン情報岡山『企業紹介（まかせて調査団）』 |
| 2007/01/10 | 経済リポート『韓国ベンチャーと提携』 |
| 2007/02/01 | 瀬戸内海放送『世界一の火災センサー』 |
| 2007/02/05 | Vision岡山『備前焼の瓦で門塀改装』 |
| 2007/02/06 | 山陽新聞（夕刊）『珍しい備前焼瓦』 |
| 2007/06/16 | 山陽新聞『果物畑向け警報装置 侵入者感知し携帯メール』 |
| 2007/06/18 | Vision岡山『紫外線殺菌装置の検知センサーを販売』 光アライアンス『ダイヤモンド紫外線センサを用いた火災検知システム』                                                             |
| 2007/07/05 | 山陽新聞『広島 神石高原町火災センサー設置』 |
| 2007/08/27 | 瀬戸内海放送『放火犯と闘う！新方式の火災報知機』 |
| 2007/11/20 | 山陽新聞『防火 火災センサー内蔵のサッシ開発』 |
| 2008/06/20 | LOOP『株式会社アンテックが考えること』 |
| 2008/08/14 | 瀬戸内海放送『岡山から世界へ 炎のベンチャー』 |
| 2008/08/31 | 瀬戸内海放送『自由人 会社人』 |
| 2008/10/17 | 山陽新聞『DEVNETプロジェクトアンテックが対象に』 |
| 2008/12/05 | 日本テレビ『おもいッきりイイ!!』 |
| 2009/03/10 | 山陽新聞『看板用の火災監視装置（ユニークさでアピール）』 |
| 2009/05/05 | おかやま財界『不況にひるまず「元気印」』 |
| 2009/08/04 | 山陽新聞『トラック監視システム開発』 |
| 2009/08/28 | 瀬戸内海放送『スーパーJチャンネル』 |
| 2009/10/12 | RSK山陽放送『元気企業』 |
| 2010/02/05 | Vision岡山『韓国の販売体制強化製造会社立ち上げも視野』 |
| 2010/05/28 | 石油ガス ジャーナル『悪戯防止用火報器、6月から発売へ』 |
| 2010/06/05 | おかやま財界『LED蛍光灯内内蔵型など3種・火災センサー新製品』 |
| 2010/06/21 | Vision岡山『エコ 安全性を兼備炎検知器内蔵のLED蛍光灯』 |
| 2010/06/28 | 山陽新聞『火災センサー内蔵LED蛍光灯開発』 |
| 2010/08/09 | 物流ウイークリー『車両火災センサー』 |
| 2011/02/20 | 山陽放送ラジオ『おかやま企業セレクション2011』 |
| 2011/05/23 | Vision岡山『陶芸窯向け特殊温度計温度の上昇下降が一目で』 |
| 2012/11/07 | 韓国経済新聞 |
| 2012/11/08 | The Daily NNA |
| 2011/12/09 | 週間漫画TIMES『ハルカの陶（スエ）』 |
| 2012/12/19 | 山陽新聞『重機向け火災監視装置』 |
| 2016/12/02 | ASCII『経産省 飛躍Enterprise 展示会』 http://ascii.jp/elem/000/001/271/1271812/                                                                                                 |
| 2017/03/03 | 『環境と防災』（北九州市立大学環境技術研究所） |
| 2017/06/08 | 山陽新聞『避難誘導システム』 |
| 2017/06/08 | 山陽新聞『漢詩パネルをネット販売』 |
| 2018/04/21 | 新華社通信（中国政府：技術交流会7位入賞） |
| 2019/02/28 | NHK『もぎたて』 |
| 2019/11/30 | 映画『ハルカの陶』（全国公開） |
| 2020/05/24 | 山陽新聞『ライフワークを集大成』 |
| 2020/10/24 | PLUG55『リモートワークなど自由な働き方による対応』 |
| 2021/05/23 | レディオモモFM |
| 2021/08/01 | テレビ新広島『そ〜だったのカンパニー』 |